# مارغون
مارغون (بالفارسية: مارگون) هي مدينة تقع في إيران في مقاطعة مارغون. يقدر عدد سكانها بـ 2,538 نسمة .